# Istituto tecnico commerciale Carlo Cattaneo
L'istituto tecnico commerciale Carlo Cattaneo è situato in un edificio di interesse architettonico, posto in via della Catena 1 a San Miniato.

## Storia
Alla metà degli anni ottanta l'amministrazione comunale di San Miniato incarica l'architetto Giancarlo De Carlo di progettare un nuovo e ampio edificio scolastico dotato di attrezzature sportive. La scelta dell'area, sulla collina e attigua al centro storico, viene dopo un accesso dibattito all'interno delle forze politiche e degli stessi cittadini, dibattito che si muove attorno alle due posizioni della rivitalizzazione del centro storico tramite funzioni collettive da una parte e di spostamento delle attrezzature nel fondovalle dall'altra. Il progetto viene elaborato dall'architetto genovese nel 1986 e i lavori del primo lotto avviati poco dopo. L'edificio, a tutt'oggi fermo al primo dei cinque lotti previsti, è inaugurato nel settembre del 1991.

## Architettura
Il complesso scolastico è situato nel centro storico di San Miniato, all'estremità occidentale dello sperone che sovrasta la valle dell'Arno, punteggiata dal denso sistema di attrezzature industriali in prevalenza conciarie. L'ampia area destinata all'istituto, solo in parte edificata sino ad oggi, è caratterizzata dal notevole valore panoramico: data la maggiore altezza della collinetta sulla quale insiste, l'edificio domina infatti a oriente il borgo di San Miniato e a settentrione e meridione e le due sottostanti vallate dell'Arno e dell'Elsa, quest'ultima caratterizzata da un paesaggio collinare dominato dalla coltura della vite e dell'ulivo.
Il lotto interessato, a forma quadrangolare, è delimitato a nord dalla curvilinea via della Catena e confina a est con un'area a verde pubblico - caratterizzata dalla presenza di una piccola chiesetta, il Sacrario di Santa Maria al Fortino, in mattoni faccia vista - a sud con una teoria compatta di case a schiera e a ovest con un'area boscata al cui interno sono situate delle residenze private. L'edificio è parte integrante di un'area destinata a attrezzature scolastiche, giacché sull'altro lato della via è situato il liceo scientifico; inoltre una volta conclusa, la nuova scuola ospiterà più istituti tecnici, una palestra, una vasta area a parcheggio e un giardino.
L'edificio sino ad oggi realizzato rappresenta solo una parte del progetto ideato da De Carlo, del quale costituisce uno dei cinque lotti. Il progetto complessivo prevede un vero e proprio polo scolastico (tre diversi edifici professionali più attrezzature sportive) caratterizzato da un impianto planimetrico estremamente articolato, organizzato attorno ad un percorso trasversale sul quale si innestano, verso sud e leggermente divaricati, i quattro corpi delle aule e dei collegamenti verticali e dal quale aggetta, sul fronte nord, il volume a pianta ellittica dell'ingresso. Molta importanza è riservata allo studio dell'articolazione del terreno circostante, destinato a parcheggi coperti e scoperti e ad aree a verde attrezzato, e alla copertura, concepita per l'intero complesso come un giardino pensile articolato in percorsi e luoghi di sosta.

### Esterno
Per quanto concerne l'edificio realizzato, questo presenta un impianto articolato e una volumetria compatta, sviluppata su due piani fuori terra più uno seminterrato. Nel complesso esso è connotato dalla partitura orizzontale dei fronti, tutti caratterizzati dalla giustapposizione di fasce in mattoni e superfici finestrate, e dal tetto-giardino, oggi inutilizzato. Il fronte principale è caratterizzato al piano terra da un portico (un segmento del porticato di progetto, esapartito), scandito da tre pilastri e con volta a botte ribassata, sul quale affacciano le finestre e gli oblò degli uffici interni; al piano superiore la parete è interamente scandita da una fascia finestrata nella quale risalta un'apertura di maggiore altezza. Gli altri fronti sono caratterizzati ed uniformati dal medesimo trattamento della muratura e partitura delle aperture: la fascia delle luci con infisso bianco degli ambienti seminterrati, leggermente aggettanti ed inclinati rispetto al filo della facciata, e i nastri finestrati dei piani primo e secondo.
Proprio le fasce finestrate definiscono la variante cromatica e grafica della partitura in laterizio: alcune finestre di maggiore dimensione e con pannelli colorati risaltano nel nastro continuo delle aperture e l'architrave in metallo tinteggiato di verde funge da fascia marcapiano nella cortina laterizia; pannelli in metallo grigio si interpongono tra le finestre e grigliati in legno scorrono così da oscurare le finestre di maggiore ampiezza. Per quanto concerne l'articolazione dei fronti, la facciata verso il cortile occidentale si propone come un impaginato rettangolare scandito al centro dalla rientranza dell'uscita secondaria, mentre il fronte verso l'abitato propone un articolato gioco di aggetti, in evidente dialogo colla varietà del tessuto urbano; in tale fronte si inseriscono il muro cieco e curvilineo dell'estremità sud-orientale (evidente richiamo alle strutture fortificate) e il puro parallelepipedo della scala di servizio, anch'essi qualificati dalla cortina laterizia. Al di sopra del volume stereometrico dell'edificio si snoda, per l'intera superficie, il tetto giardino, concepito dal progettista come una corte panoramica dal disegno geometrico articolata in luoghi di percorso e di sosta (unificati dal rivestimento in mattoni) e in giardino degli aromi; al centro si erge la forma plastica della copertura del vano scala, rivestita da piastrelle ceramiche di colore blu.

### Interno
Dal portico del fronte settentrionale si accede al corridoio a sviluppo longitudinale, a sinistra e a destra del quale sono situati rispettivamente gli uffici della presidenza e quelli della portineria e dell'amministrazione: sui due lati dell'atrio sono collocate le aule (sette per ogni piano) ed a cerniera tra il blocco di testa e quello delle aule è situato il vano scale, a pianta pentagonale e con scala a due rampe. I piani seminterrato e primo presentano la medesima distribuzione, con variazioni nelle destinazioni d'uso: nel primo sono situati i laboratori mentre al primo piano gli spazi destinati agli uffici e alla presidenza sono sostituiti dalla sala riunioni e dalla biblioteca.
Benché sia da poco stato appaltato l'incarico per la realizzazione del secondo lotto, la notevole diminuzione degli allievi su scala nazionale rende assai difficile l'ipotesi della realizzazione completa del progetto De Carlo. Ai problemi oggettivi della popolazione scolastica e a quelli economici dell'amministrazione, si aggiunge anche un problema tecnico: gli affioramenti di falde acquifere nel lotto destinato alla nuova edificazione (affioramenti che interessano anche le strutture di fondazione e murarie dell'esistente) hanno indotto l'amministrazione comunale a richiedere una perizia idrogeologica sull'intera area d'intervento: nel caso tale perizia dovesse dare risultati negativi, la realizzazione dei successivi quattro lotti appare decisamente improbabile e comunque, quand'anche il terreno venisse sanato e consolidato, i tempi per il completamento si prospettano decisamente lunghi.